# Sander Dreesmann
Sander Dreesmann (21 augustus 1977) is een voormalig Nederlands hockeyer. Hij kwam twaalfmaal uit voor de Nederlandse hockeyploeg en scoorde hierbij eenmaal.
Dreesmann maakte zijn interlanddebuut op 18 april 2001 in Eindhoven in de wedstrijd tegen Duitsland. Die wedstrijd waarin Nederland overigens verloor met 2-3 viel hij pas later in de wedstrijd in. De aanvaller kwam negen seizoenen uit in de Hoofdklasse voor HC Klein Zwitserland. In het seizoen 2001/02 was Dreesmann topscorer in die klasse. Blessures dwongen hem in 2005 te stoppen met hockey. In het seizoen 2007/08 kon Dreesmann toch weer een grote rol spelen bij het promoveren van HCKZ terug naar de Hoofdklasse. In 2008 beëindigde hij definitief zijn hockeyloopbaan.